# Liber ad honorem Augusti
Liber ad honorem Augusti sive de rebus Siculis (slovensko Knjiga v čast cesarju ali o sicilskih zadevah), imenovana tudi Carmen de motibus Siculis (Pesem o sicilskem uporu) je ilustriran pripovedni ep v latinskih elegičnih dvostihih, ki ga je leta 1196 v Palermu napisal Peter iz Ebolija (latinsko Petrus de Ebulo). Izvod, ki ga je naročil kancler Konrad iz Querfurta, je zdaj v Mestni knjižnici Berna (MS. 120 II).

## Vsebina
Pesnitev pripoveduje zgodbo o poskusu Tankreda iz Lecceja, da bi prevzel oblast nad Sicilijo. Poskus je preprečila uspešna vojaška kampanja Henrika VI., cesarja Svetega rimskega cesarstva. Pesnitev, sestavljena v čast Henrika VI., je razdeljena v tri knjige in napisana v manirnem in prefinjenem slogu. Besedilo je pogosto posmehljivo in skrajno pristransko, ob upoštevanju tega pa uporaben in podroben zgodovinski vir. Vsebuje veliko informacij o Konstanci Sicilski, ženi Henrika VI., in rojstvu njunega sina Friderika II., cesarja Svetega rimskega cesarstva.
Na vsaki otvoritveni strani je pred stolpcem latinskega besedila celostranska ilustracija s kratkimi napisi. Ta knjiga prikazuje življenje v Italiji in na Siciliji v 12. stoletju. Primerjati jo je mogoče s tapiserijo iz Bayeuxa iz 11. stoletja. Tankredove karikature, po postavi in potezah podobne opičjim, se ujemajo s propagandno pristranskostjo besedila.